# آغاز بازی، جا نمانی!: آنچه زنان به راستی می‌خواهند
آغاز بازی، جا نمانی!: آنچه زنان به راستی می‌خواهند (به انگلیسی: Game, Get Some!: What Women Really Want) کتابی نوشتهٔ کنیا مور است که در سال ۲۰۰۷ منتشر شد.